# 福原元俊
福原 元俊（ふくばら もととし）は、大江姓安芸福原氏の人物。この氏名を名乗った人物が2名おり、区別する場合にはそれぞれ上総介元俊、隠岐守元俊とされることが多い。

## 系図
福原氏は同じ名前を名乗った者が多いため、以下にまとめる。
```
福原広世
　 ┃
福原朝広
　 ┃
福原広俊（8代当主）
　 ┃
福原貞俊（9代当主）
　 ┃
福原広俊（10代当主）
　 ┃
福原貞俊（11代当主）
　 ┃

福原元俊（12代当主・上総介） 

　 ┃
福原広俊（13代当主）
　 ┃

福原元俊（14代当主・隠岐守）

　 ┃
福原広俊（15代当主）
```

安芸福原氏は代々本家筋にあたる毛利氏に臣従しており、上総介元俊 (12代当主)の時に主君の毛利隆元（またはその父・毛利元就）から、その偏諱であり、かつ祖先・大江広元に由来し毛利氏の通字として使用されていた「元」の一字を受けた。毛利氏からの偏諱の授与の例としてはこれが最初であり、その後、孫にあたる隠岐守元俊 (14代当主)も隆元の子・毛利輝元から同じ一字を受けた。隠岐守元俊は初め「元光」と名乗っていたが、それまで福原氏で代々の通字となっていた「俊」の字を用いたことで、結果として祖父と同名を名乗ることとなった。なお、隠岐守元俊以降の当主は慣例として代々長州藩主の毛利氏から偏諱を受けるようになっている。
なお、同名に関しては「福原元俊」のみならず、系図を見ての通り、「福原広俊」や「福原貞俊」と名乗った人物も複数名おり、やはり祖先にあやかるか、毛利氏からの授与によるかのいずれかによって生じたものである。

## 福原元俊 (12代当主)
福原 元俊（ふくばら もととし）は、戦国時代から安土桃山時代にかけての武将。毛利氏の庶流である安芸福原氏の12代当主。
元服時に当時の主君（毛利氏当主）であった毛利隆元より偏諱（「元」の字）を受けて元俊と名乗る。永禄6年（1563年）に隆元が急死してからもその子・毛利輝元およびその後見役にあった隆元の父・毛利元就に仕えた。
天正16年（1588年）7月、豊臣秀吉より豊臣姓を賜る。また、翌年には嫡子の広俊も豊臣姓を賜る。
天正19年（1591年）10月3日に病死。享年については『萩藩閥閲録』では51、『福原家系譜』では44とある。

## 福原元俊 (14代当主)
福原 元俊（ふくばら もととし）は、安土桃山時代から江戸時代にかけての武士。毛利氏の家臣、長州藩家老。上記の12代当主・福原元俊（上総介）の孫にあたり、主君・毛利輝元より偏諱・毛利氏通字の「元」の字を受けたために祖父と同名を称すこととなった。